# 鈴木爆発
『鈴木爆発』（すずきばくはつ）は2000年7月6日にエニックス（現・スクウェア・エニックス）より発売されたプレイステーション専用ゲームソフト。

## ゲーム内容
本作は、ごく普通の女性・鈴木（演：緒沢凛）が、身の回りのもの全てが爆弾の世界で爆弾解体を行うというパズルアクションゲームであり、キャッチコピーには「彼女が出会うあらゆるものはすべてが爆弾」とあるほか、公式には「爆弾を解体するゲーム」とのジャンル表記がある。
登場する爆弾はどれも奇抜なものばかりで、爆弾登場までのエピソードを解説する実写パートと、ポリゴンで作成された爆弾を解体する解体パートの2ブロックで構成されている。
実写パートは写真のキャプチャーが主体となり、実写やCG動画も用いられるため、実写ゲームの側面もある。話の筋というものはほとんどなく、シュールな内容を展開しつつ突飛なキャストや画像で独特のテンポを持たせようと試みている。鈴木は時に鼻歌を歌いながら爆弾を解体するなど不真面目な印象を与えることがある。
解体パートはドライバー、ニッパー、スパナ、六角レンチ、セロハンテープなどの道具を駆使して、制限時間内に爆弾を解体していく。途中には緊急アラームやブービートラップなどが仕掛けられている。先ずは爆弾の外周を様々な角度から調べることで緑色のマークが表示される所がある。その場所は「ムシメガネ」で調べられる。調べることで、そこに使うべき道具や犯人からのメッセージを手掛かりとして得られる。ルーペで爆弾の細部を観察し、ネジを見つけたらドライバーで回す。コードを見つけたらニッパーで切断する、という流れで解体作業は進んでいく。ひとつひとつの部品を外して信管にたどり着く事が目的となる。
また、爆弾犯から鈴木へのメッセージが爆弾のいたるところに残されており、このメッセージが謎解きの大きなヒントとなっているが、このメッセージは難易度によって違う。
解体を進める度に余分なパーツは排除されて四散し、最後には必ず信管が残る。繋がっている赤と青の導線のどちらかを切断することで解体は完了となる（2本とも紫色の導線や、暗闇で色が見えない場合もある）。
時間切れ、信管の切断を誤る、ギミックが作動して回路に触れるなどして解体に失敗すると爆発してしまい、ゲームオーバーとなる。爆発は爆弾ごとに個別のムービーが再生され、爆発によっては都市や天体が吹き飛ぶほどの被害がもたらされる。
難易度を最初に選択するが、エンディング後の2周目以降、同じ爆弾を解体する際には難易度が1段階上昇する（ただし、EASYで始めた場合、3回目の解体でもHARDにはならない）。

## 登場する爆弾
登場する爆弾は以下の19個。
- みかん
- ピストル
- 携帯電話
- 月
- 踏み切り
- ピンボール
- アイスコーヒー

- カセットテープ
- カワイリカ
- 電球
- 無敵巨人ガンダー
- お見舞弁当
- 海

- エンジン
- ジュークボックス
- こたつ
- 影
- ドアノブ
- 伊藤

爆弾解体は全10面構成で、10面を除き4面以降は選択式でルートが分岐する。そのため全ての爆弾を解体する場合は、途中の面から別のルートを選択する必要がある。
奇想天外な構造を持つものが多く、「アイスコーヒー」では水分子の中に信管が仕掛けられている描写があったり、「こたつ」では何故かこたつの中に宇宙空間が広がっている描写があったりする。「月」や「影」のように、そもそもどうやって仕掛けたのか不明なものもあり、これらが作品のシュールさに拍車をかけている。
なお、ガンダーに関しては、じゃんけんで勝負するという運ゲーの一面もある。
また、爆発時の威力は電子基板を破壊する程度のものから、一瞬で地球を木っ端微塵に粉砕するものまであり、爆弾によってかなり差がある。

## キャスト
リリー・フランキーや春一番、YOU THE ROCK☆に水木一郎など、幅広いジャンルからさまざまな人物が出演している。リリー・フランキーは爆弾ピンボールの回、草野球の監督役で数コマ登場するのみなど、意外な場所に意外な人物が登場する。
爆弾カワイリカの回で歌番組に出演しているアイドル「カワイリカ」の役を演じているのは、当時雑誌モデルで、後にテレビ東京系で放映された「ROCK FUJIYAMA」で女性MCを務めることになるSHELLYである。

## 開発
本作は、四井浩一が過去に手掛けたアドベンチャーゲーム『ノスタルジア1907』の爆弾解体パートをもとに企画された。また、実写パートの写真を担当しているのは、おしゃれヌード写真のパイオニア「ちんかめ」の内藤啓介である。

## 備考
- 爆弾ガンダーでは劇中に登場する架空のロボアニメのテーマ曲に乗せてアニメ風のオープニングを見ることができる。このテーマ曲「ガンダーのテーマ」は水木一郎が歌っており、作曲はDJのFantastic Plastic Machine。曲調は1970年代の合体ロボアニメを髣髴とさせるものである。
- ゲーム中、鈴木は爆弾を解体しながら特徴的な独り言を呟く。特に印象的な「まわる～まわる～」という鼻歌には、「だってフォーリンラブ」というタイトルが付けられている。
- エンジンを解体すると、春一番によるアントニオ猪木のモノマネ「道」を聞くことができる。また、全ての爆弾において、爆発約40秒前になっても解体できない場合には、オープニングテーマが流れてプレイヤーの焦りを煽るが、この場合には「道」の朗読が被さり、「1、2、3、ダーッ!」で爆発する、というオチがついている（爆発後にファンによる「猪木ー」の掛け声も収録されている）。
- お笑い芸人の加藤浩次はこのゲームを遊んだことがきっかけで鈴木役の緒沢のファンとなり、2001年の結婚に至ったという[5][6]。

## 出演者
- 緒沢凛
- 今宿麻美
- 畦地令子
- 白川みなみ
- YOU
- YOU THE ROCK☆
- 春一番
- KEE
- 大柴裕介
- SHELLY
- リリー・フランキー

## 開発
本作は『ストライダー飛竜』で知られる四井浩一と、当時エニックスに所属していた安藤武博が手掛けた。
安藤は2017年に開かれたA 5th of BitSummitでの講演にて、本作の開発に当たっては真剣に100万本売るつもりだったと振り返る一方、今となっては通好みのバカゲーになっていると話している。
このような作風になった理由として、当時ソニーはゲーム業界に参入したばかりであり、将来の成長を見越してソニーがプレイヤーのすそ野を広げようとしていた結果、大手メーカーであってもヒットを狙わずに自由に開発できるインディーズゲームのような環境となったのではないかと推測している。
PlayStationから『俺の料理』といった個性的なソフトが出たことに加え、当時のエニックスもユニークな作品を推奨していたことから、個性を重視したゲームを作ろうと決意したと安藤は話している。
普段ゲームで遊ばない層にもアピールするため、モデルを起用した実写取り込みが用いられた。
また、四井も新しいジャンルの開拓を目指しており、データセーブにゲーム性を持たせるなどの試みが行われた。

## 制作スタッフ
- 開発：SOL
- 企画：四井浩一[7]
- 写真：内藤啓介
- ストーリーボード：小野英作
- 音楽：FANTASTIC PLASTIC MACHINE（田中知之）
- 劇中歌：水木一郎（無敵巨人ガンダーのテーマ）
- プロデューサー：安藤武博[7]
- 発売：エニックス（現・スクウェア・エニックス）

## 反響
安藤の見込みに反し、100万本は売れなかったものの、本作は制作費が回収できる程度の売れ行きを見せた。
また、安藤は2015年の記事の中で、本作の経験を通じて実写ゲームで付加価値を付けられることを知り、これがのちに『実在性ミリオンアーサー』の成功の一因になったと述べている。
その一方で、安藤は、本作の操作性がタッチパネルに向いているとして、ファンやスクウェア・エニックスからはリメイクの要望が寄せられていることを認めたうえで、「でも1回作ったものは、自分ではもう作りたくないんですよ（笑）　ゲーム作りって楽しいけどしんどいから、それをやるんだったら新しいものを作ったほうがおもしろいかな、って思っちゃう。[後略]」と、2017年のA 5th Of BitSummitの中で明らかにしている。